# Krekelberg (Schinnen)
Krekelberg is een heuvel ten zuidoosten van Schinnen in de gemeente Beekdaelen in de Nederlandse provincie Limburg. Ten noordoosten van de heuvel ligt de gelijknamige hoeve Krekelberg en ten zuiden ligt buurtschap Thull. Aan de zuidwestelijke voet van de heuvel ligt de Mulderplas en stroomt de Geleenbeek. Ten noorden en oosten ligt het Kakkertdal.
De heuvel heeft drie toppen waarvan de oostelijke het hoogste is met meer dan 102 meter. Een gedeelte van de Krekelberg is bebost.
Op de westelijke heuveltop staat in het bos een Mariakapel met Mariapark. Over de twee oostelijke toppen loopt er door het bos een bomenlaantje. Tussen de westelijke top en de twee oostelijke toppen bevindt zich een weide.

## Wielrennen
De helling Krekelberg is meermaals opgenomen in de wielerklassieker Amstel Gold Race. De klim gaat in twee delen met elk een maximum stijgingspercentage van 7% naar boven, tussen twee delen ligt 200 meter vrijwel vlak weggedeelte.